# Arata Izumi
Arata Izumi (和泉 新?, Izumi Arata; Shimonoseki, 31 luglio 1982) è un allenatore di calcio ed ex calciatore giapponese naturalizzato indiano, di ruolo centrocampista. Vice allenatore dell'Inter Kashi.

## Biografia
Arata è nato in Giappone da padre indiano e madre giapponese, il 24 agosto 2012 viene ufficializzato il suo passaggio al Pune e ha ricevuto la cittadinanza indiana dal governo indiano.
Izumi ha anche un nome indiano, Neelkanth Khambholja.

## Dopo il ritiro
Dopo aver detto addio al calcio giocato è diventato allenatore del Reliance Foundation Young Champs, l'accademia giovanile della Indian Super League.

## Statistiche

### Cronologia presenze e reti in nazionale
| Cronologia completa delle presenze e delle reti in nazionale ― India | Cronologia completa delle presenze e delle reti in nazionale ― India | Cronologia completa delle presenze e delle reti in nazionale ― India | Cronologia completa delle presenze e delle reti in nazionale ― India | Cronologia completa delle presenze e delle reti in nazionale ― India | Cronologia completa delle presenze e delle reti in nazionale ― India | Cronologia completa delle presenze e delle reti in nazionale ― India | Cronologia completa delle presenze e delle reti in nazionale ― India |
| Data                                                                 | Città                                                                | In casa                                                              | Risultato                                                            | Ospiti                                                               | Competizione                                                         | Reti                                                                 | Note                                                                 |
| -------------------------------------------------------------------- | -------------------------------------------------------------------- | -------------------------------------------------------------------- | -------------------------------------------------------------------- | -------------------------------------------------------------------- | -------------------------------------------------------------------- | -------------------------------------------------------------------- | -------------------------------------------------------------------- |
| 6-2-2013                                                             | Kochi                                                                | India                                                                | 2 – 4                                                                | Palestina                                                            | Amichevole                                                           | -                                                                    | 64’                                                                  |
| 4-3-2013                                                             | Yangon                                                               | Guam                                                                 | 0 – 4                                                                | India                                                                | Qual. AFC Challenge Cup 2014                                         | -                                                                    | 62’                                                                  |
| 6-3-2013                                                             | Yangon                                                               | Birmania                                                             | 1 – 0                                                                | India                                                                | Qual. AFC Challenge Cup 2014                                         | -                                                                    | 74’                                                                  |
| 14-8-2013                                                            | Khujand                                                              | Tagikistan                                                           | 3 – 0                                                                | India                                                                | Amichevole                                                           | -                                                                    | 46’                                                                  |
| 3-9-2013                                                             | Kathmandu                                                            | Bangladesh                                                           | 1 – 1                                                                | India                                                                | SAFF Championship                                                    | -                                                                    | 78’                                                                  |
| 9-9-2013                                                             | Kathmandu                                                            | India                                                                | 1 – 2                                                                | Nepal                                                                | SAFF Championship                                                    | -                                                                    | 76’                                                                  |
| 9-9-2013                                                             | Kathmandu                                                            | Maldive                                                              | 0 – 1                                                                | India                                                                | SAFF Championship                                                    | -                                                                    | 80’                                                                  |
| 11-9-2013                                                            | Kathmandu                                                            | Afghanistan                                                          | 2 – 0                                                                | India                                                                | SAFF Championship                                                    | -                                                                    |                                                                      |
| Totale                                                               |                                                                      | Presenze                                                             | 8                                                                    |                                                                      | Reti                                                                 | 0                                                                    |                                                                      |

## Palmarès

### Club

#### Competizioni nazionali
- Coppa della Federazione indiana: 1

East Bengal: 2007